# Чорногорська (печера)
Печера Чорногорська розташована в  Абхазії ,  Гудаутському районі, на південному схилі  Бзибського масиву. Протяжність 265 м, проективна довжина 80 м, глибина 140 м, площа 400 м², об'єм 4000 м³, орієнтовна висота входу близько 1950 м.

## Складнощі проходження печери
Категорія складності 2А.

## Опис печери
Вхід розміром 1,5×3 м розташований біля підніжжя скельного оголення. Шахта починається в невеликій воронці колодязем завглибшки 20 м. У середній частині являє собою складну систему невеликих щілиновидних колодязів та з'єднуючих їх вузьких ходів, З позначки −67 м починається колодязь глибиною 73 м з вікном в середній частині.
Шахта закладена в верхнеюрских вапняках.

## Історія дослідження
Виявлено і пройдено до дна пошуковою експедицією Красноярського політехнічного інституту (кер. А. Улибін) в 1976 р. Вдруге обстежилася в 1978 р. експедицією Красноярського клубу спелеологів (кер. С. Мусіяченко).